# Paludan-Müllers Vej (Aarhus)
 Der er flere lokaliteter med dette navn, se Paludan Müllers Vej.
Paludan-Müllers Vej er en større byvej i det nordlige Aarhus der strækker sig i en længere bue fra Langelandsgade til rundkørslen ved Karl Krøyers Vej og Skejby Nordlandsvej. Undervejs passerer vejen bl.a. Storcenter Nord, Herredsvang og Aarhus Universitetshospital i Skejby, ligesom den krydser Ringgaden, Hasle Ringvej og Aarhus Letbane.
Palaudan-Müllers Vej er navngivet i 1909 efter den danske digter Frederik Paludan-Müller (1809-1876).
Vejen lå oprindeligt mellem Katrinebjergvej og Langelandsgade, men blev siden hen forlænget i flere omgange. Sidst i 2010'erne til vejkrydset ved Skejby Nordlandsvej i forbindelse med udbygningen af Skejby og Universitetshospitalet. Palaudan-Müllers Vej var oprindelig 1,5 km lang, men er siden forlænget til ca. 5,5 km.